# Plaza del Tossal (Valencia)
La plaza del Tossal es una plaza del centro viejo de la ciudad de Valencia.

## La plaza
Su toponimia se debe a la ligera elevación del terreno en este punto, pues Tossal significa "elevación del terreno ni demasiado alta ni de pendiente muy fuerte". Desde sus orígenes hasta el medievo, un segundo brazo menor del río Turia rodeaba la ciudad, y este punto ejercía de contención.
En época musulmana su espacio formaba parte de la muralla que cerraba la ciudad, como lo atestiguan los restos encontrados con la reurbanización de la plaza que han sido convertidos en museo por el ayuntamiento de la ciudad.
Con el derribo de la muralla musulmana y la ampliación del espacio de la ciudad, esta plaza pasó a funcionar como nudo urbano, que une la calle Caballeros, repleta de palacios señoriales, su continuación con la calle Cuarte, la calle Bolsería que nos lleva al mercado Central y la calle Alta, eje del barrio del Carmen hacia el río.
En los años 60 el derribo de algunos edificios configuró la plaza con la forma actual.
En ella se levanta todos los años al llegar la festividad de San Vicente Ferrer se sitúa el altar del Tossal, donde se representan sus milagros en lengua valenciana.

## Galería del Tossal

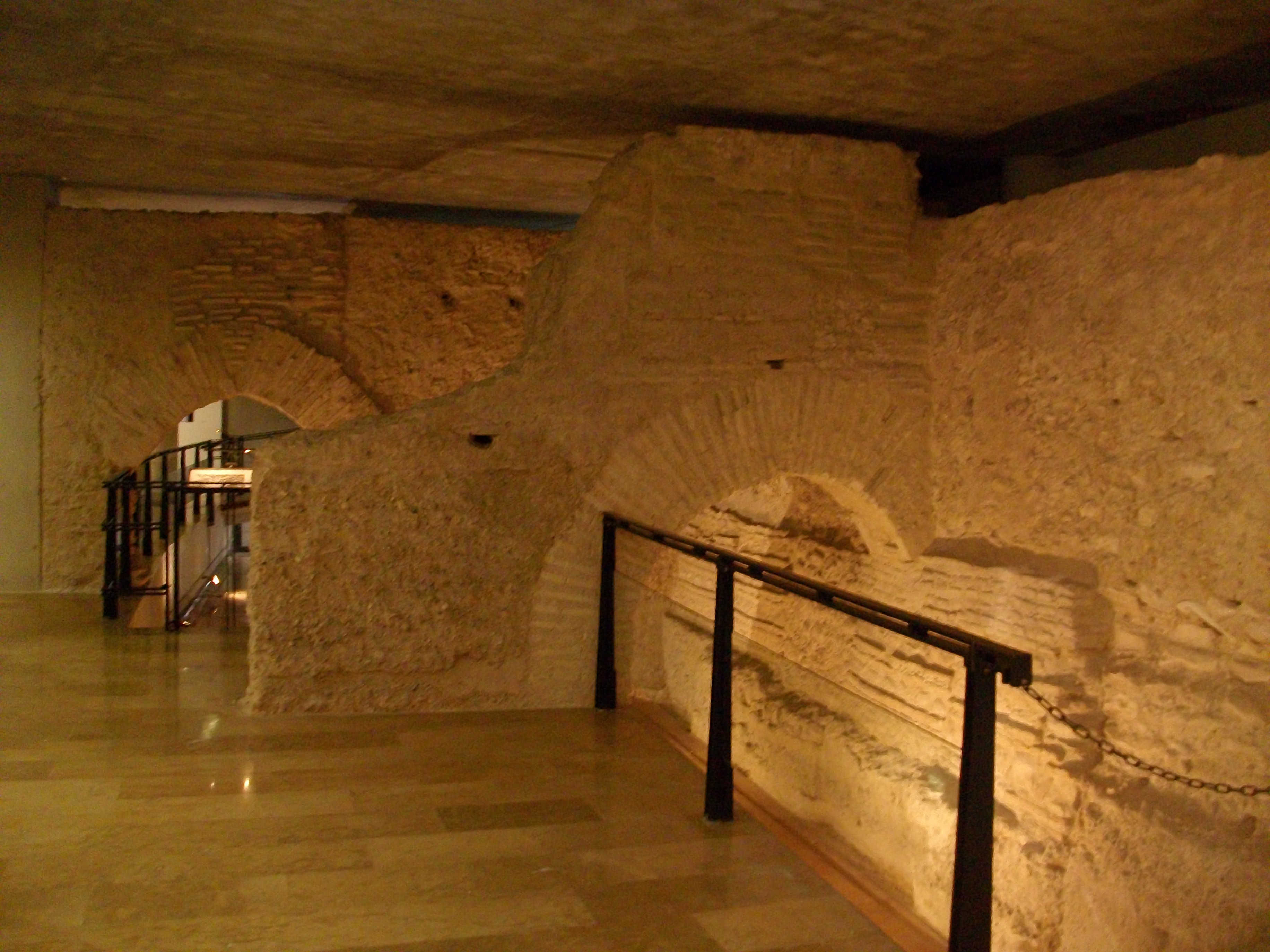
Galería del Tossal

Los restos arqueológicos musealizados se denominan Galería del Tossal. Muestran los restos de una torre y lienzo de la muralla islámica del siglo XII, posiblemente una remodelación de la puerta de al-Hanax construida en el siglo XI, una de las cinco puertas que tenía la ciudad. También se observan unos arcos de ladrillo, sobre los que se elevaba la bóveda que cubría la acequia de Rovella, conducción que fue canalizada por el antiguo foso de la muralla en el siglo XIV.